# محطة قطار القراح
محطة القراح (أو محطة القورزي) هي محطة قطار جزائرية تقع في إقليم بلدية أولاد رحمون، ولاية قسنطينة.
محطة تقاطع هامة، تربط العاصمة الجزائر بالمدن الكبرى في شرق الجزائر: عنابة، قسنطينة، جيجل، أم البواقي، سكيكدة، سوق أهراس وتبسة.

## الموقع
تقع المحطة في بلدة القراح، جنوب غرب بلدية أولاد رحمون. هي محطة وسيطة على خط الجزائر - سكيكدة ومحطة انطلاق لخط القراح - تقرت. تسبقها محطة التلاغمة وتتبعها محطة أولاد رحمون على الخط الممتد من الجزائر العاصمة إلى سكيكدة. وتتبعها محطة عين مليلة على الخط الممتد من القراح إلى تقرت.

## خدمة الركاب

### الخدمة
تخدم محطة القراح :
- قطارات المسافات الطويلة :
  - الجزائر – عنابة [1]
  - الجزائر – تبسة [2]

- القطارات الإقليمية للاتصالات :
  - سكيكدة – عين التوتة [3] ؛
  - قسنطينة – بسكرة.[4][5][6]

## روابط خارجية
- "SNTF". Société nationale des transports ferroviaires (SNTF). مؤرشف من الأصل في 2025-06-02.